# 7204 Ondřejov
7204 Ondřejov là một tiểu hành tinh vành đai chính với chu kỳ quỹ đạo là 1590.6621065 ngày (4.35 năm).
Nó được phát hiện ngày 3 tháng 4 năm 1995.